# أمتعة المسافر
أمتعة المسافر هو كتاب يتضمن مجموعة من مقالات الصحف التي كتبها الكاتب البرتغالي الحاصل على جائزة نوبل في الأدب جوزيه ساراماغو. نُشر الكتاب لأول مرة عام 1973.
نشر الكتاب لأول مرة عام 1973. يحتوي هذا الكتاب على أكثر من 59 مقالة (كرونيك)، نُشرت في الأصل في صحيفة المساء "آ كابيتال" عام 1969 وفي صحيفة "جورنال دو فونداو" خلال الفترة 1971-1972. تعكس هذه المقالات جانبًا كبيرًا من شخصية ساراماغو، الذي كان قلقًا من الأوضاع في بلاده في تلك الفترة، ومعارضًا لحكومة مارسيلو كايتانو.
بالإضافة إلى نشره في البرتغال بواسطة دار النشر "إديتوريال فوتورا" ثم بواسطة "إديتوريال كامينو"، تم نشر الكتاب أيضًا في البرازيل عام 1996، والأرجنتين عام 2010، والمكسيك عام 1994، وإسبانيا عام 1992، وإيطاليا عام 1992.

في 09 أكتوبر 1998، نشرت صحيفة دياريو دي نوتيسياس البرتغالية مقالاً عن كتاب أمتعة المسافر جاء فيه:   
"أسلوب أدبي رشيق ينساب بين الحديث عن 'صواريخ ودموع'، و'أوفى أصدقاء الإنسان'، و'لحظة موتي موجهاً صوب البحر'... يأخذنا الكاتب في رحلة عبر شغفه بالمتاحف والحجارة العتيقة، ويؤكد لنا أن 'لا شيء أحيى من لوحة مائية لألبريشت دورر'. وعندما يُسأل عن معنى الزمن، يجيب بصدق: 'أعلن جهرياً بأنني لا أعرف'.

يضم الكتاب أكثر من ستين مقالاً قصيراً، تبدو للقارئ كحكايات متنوعة بريئة، لكنها تخفي بين سطورها سحراً خاصاً، إذ كان الكاتب مضطراً إلى المراوغة بسبب قيود الرقابة الصارمة. ومع ذلك، تمكن من خلال اللغة المموهة أن يزرع بعض الإبر النقدية الذكية."  